# Fosfinat
Fosfinater är kemiska föreningar med den generella strukturformeln OP(OR)R2.

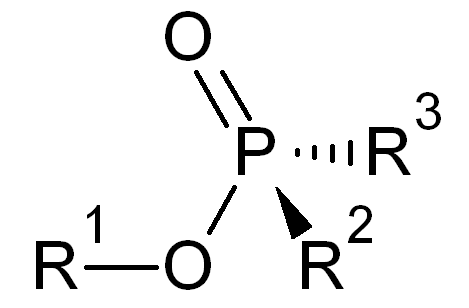
generell strukturformel